# Simulium equinum
Simulium equinum är en tvåvingeart som först beskrevs av Carl von Linné 1758.  Simulium equinum ingår i släktet Simulium och familjen knott. Arten är reproducerande i Sverige. Inga underarter finns listade i Catalogue of Life.